# Unione Sportiva Cremonese 1945-1946
Questa pagina raccoglie le informazioni riguardanti l'Unione Sportiva Cremonese nelle competizioni ufficiali della stagione 1945-1946.

## Stagione
Dopo tante sofferenze, la voglia dei cremonesi di tornare a divertirsi con il calcio è tanta, è con passione che il pubblico grigiorosso segue le vicende della squadra nella prima stagione del dopoguerra. Sono cambiate tante cose, dopo l'era Farinacci, il nuovo presidente è Giovanni Zucchi, un ricco industriale locale. Lo stadio è tornato a chiamarsi Giovanni Zini, come allenatore ritorna József Bánás a Cremona ormai di casa, la nuova sede sociale non è più lo storico "Bar Flora" ma è il "Bar Cremonese" di Piazza Roma.

## Rosa
| N. |                   | Ruolo | Calciatore       |
| -- | ----------------- | ----- | ---------------- |
|    | Italia (bandiera) | D     | Bruno Barbieri   |
|    | Italia (bandiera) | A     | Mario Barera     |
|    | Italia (bandiera) | D     | Enrico Boniforti |
|    | Italia (bandiera) | A     | Elio Bramanti    |
|    | Italia (bandiera) | P     | Carlo Brasca     |
|    | Italia (bandiera) | C     | Egidio Capra     |
|    | Italia (bandiera) | A     | Giuseppe Corti   |
|    | Italia (bandiera) | C     | Luigi Croci      |

| N. |                   | Ruolo | Calciatore         |
| -- | ----------------- | ----- | ------------------ |
|    | Italia (bandiera) | D     | Arsenio Dacquati   |
|    | Italia (bandiera) | C     | Fausto Denti       |
|    | Italia (bandiera) | P     | Mario Gambazza     |
|    | Italia (bandiera) | C     | Vaifro Goffi       |
|    | Italia (bandiera) | A     | Alfredo Lazzaretti |
|    | Italia (bandiera) | C     | Giacomo Mari       |
|    | Italia (bandiera) | A     | Bruno Porcelli     |
|    | Italia (bandiera) | D     | Leo Trovati        |

## Risultati

### Serie B-C Alta Italia (girone B)

#### Girone di andata
| Arbitro: | Mondani (Milano) |

|              |           |              |
| Porcelli 73’ | Marcatori | 37’ Biagi II |

| Arbitro: | Tassini (Verona) |

|                   |           |                      |
| Ant. Barbieri 15’ | Marcatori | 19’ Barera 28’ Capra |

| Arbitro: | Camiolo (Milano) |

|              |           |  |
| Porcelli 72’ | Marcatori |  |

| Trento 4 novembre 1945 4ª giornata | Trento          | 0 – 0 | Cremonese | Stadio Briamasco\| Arbitro: \| Avanzi (Verona) \| |
| Arbitro:                           | Avanzi (Verona) |       |           |                                                   |

| Arbitro: | Limido (Milano) |

|                 |           |  |
| Barera 53’, 80’ | Marcatori |  |

| Arbitro: | Maglio (Torino) |

|  |           |                    |
|  | Marcatori | 2’, 23’, 62’ Capra |

| Arbitro: | Magnoni (Milano) |

|                                                  |           |  |
| Vassalli 15’ (aut.) Barbieri 18’ Barera 53’, 62’ | Marcatori |  |

| Legnano 9 dicembre 1945 8ª giornata | Legnano          | 0 – 0 | Cremonese | Stadio Comunale\| Arbitro: \| Tibaldi (Savona) \| |
| Arbitro:                            | Tibaldi (Savona) |       |           |                                                   |

| Arbitro: | Picasso (Milano) |

|                 |           |  |
| Barera 32’, 36’ | Marcatori |  |

| Arbitro: | Zavattaro (Casale Monferrato) |

|  |           |                      |
|  | Marcatori | 33’ Barera 58’ Corti |

| Cremona 30 dicembre 1945 11ª giornata          | Seregno   | 0 – 1        | Cremonese | Stadio Ferruccio Trabattoni |
| \| \| \| \| \| \| Marcatori \| 51’ Porcelli \| |           |              |           |                             |
|                                                |           |              |           |                             |
|                                                | Marcatori | 51’ Porcelli |           |                             |

#### Girone di ritorno
| Arbitro: | Pizzato (Mestre) |

|            |           |  |
| Renica 66’ | Marcatori |  |

| Arbitro: | Poggipollini (Ferrara) |

|                                                   |           |  |
| Boniforti 30’, 40’ Porcelli 55’ (rig.) Barera 86’ | Marcatori |  |

| Arbitro: | Massironi (Milano) |

|                  |           |                                    |
| Mazza 71’ (rig.) | Marcatori | 25’ Capra 69’ Lazzaretti 87’ Denti |

| Cremona 10 febbraio 1946 15ª giornata                                                   | Cremonese | 5 – 0 | Trento | Stadio Giovanni Zini |
| \| \| \| \| \| Denti 17’, 19’ Capra 43’ Boniforti 56’ Lazzaretti 92’ \| Marcatori \| \| |           |       |        |                      |
|                                                                                         |           |       |        |                      |
| Denti 17’, 19’ Capra 43’ Boniforti 56’ Lazzaretti 92’                                   | Marcatori |       |        |                      |

| Arbitro: | Dellarole (Vercelli) |

|            |           |           |
| Molina 64’ | Marcatori | 4’ Barera |

| Arbitro: | Nerozzi (Verona) |

|            |           |             |
| Barera 73’ | Marcatori | 81’ Alberti |

| Arbitro: | Cicardi (Lecco) |

|                |           |            |
| Gasparetto 40’ | Marcatori | 20’ Barera |

| Arbitro: | Avanzi (Verona) |

|             |           |              |
| Porcelli 8’ | Marcatori | 72’ Torreano |

| Arbitro: | Zilli (Reggio Emilia) |

|             |           |                |
| Capello 52’ | Marcatori | 26’ Lazzaretti |

| Arbitro: | Del Nobolo (Milano) |

|           |           |           |
| Barera 6’ | Marcatori | 37’ Begni |

| Arbitro: | Marchetti (Milano) |

|                       |           |              |
| Corti 1’ Barbieri 39’ | Marcatori | 29’ Galliani |

### Girone finale
| Busto Arsizio 28 aprile 1946 1ª giornata | Pro Patria        | 0 – 0 | Cremonese | Stadio Comunale\| Arbitro: \| Bertolio (Torino) \| |
| Arbitro:                                 | Bertolio (Torino) |       |           |                                                    |

| Cremona 5 maggio 1946 2ª giornata | Cremonese          | 0 – 0 | Alessandria | Stadio Giovanni Zini\| Arbitro: \| Bernardi (Bologna) \| |
| Arbitro:                          | Bernardi (Bologna) |       |             |                                                          |

| Arbitro: | Massironi (Milano) |

|                 |           |              |
| Barera 56’, 82’ | Marcatori | 72’ Casarini |

| Arbitro: | Codeluppi (Lodi) |

|                       |           |  |
| Anastasi 2’ Piazza 3’ | Marcatori |  |

| Arbitro: | Dellarole (Vercelli) |

|                    |           |             |
| Porcelli 4’ (rig.) | Marcatori | 18’ Alghisi |

| Arbitro: | Boffardi (Genova) |

|           |           |  |
| Denti 45’ | Marcatori |  |

| Arbitro: | Camiolo (Milano) |

|               |           |  |
| Stradella 79’ | Marcatori |  |

| Arbitro: | Tassini (Verona) |

|                                       |           |  |
| Violi 58’ Cantarelli 76’ Casarini 87’ | Marcatori |  |

| Arbitro: | Longagnani (Modena) |

|                               |           |                              |
| Porcelli 23’ (rig.) Denti 60’ | Marcatori | 40’ Buscaglia 43’, 61’ Monti |

| Arbitro: | Massironi (Milano) |

|                |           |  |
| Florettini 44’ | Marcatori |  |